# Takifugu rubripes
A Takifugu rubripes a csontos halak (Osteichthyes) főosztályának a sugarasúszójú halak (Actinopterygii) osztályába, ezen belül a gömbhalalakúak (Tetraodontiformes) rendjébe és a gömbhalfélék (Tetraodontidae) családjába tartozó faj.

## Előfordulása
A Takifugu rubripes elterjedési területe a Csendes-óceán északnyugati része, a Japán-tenger nyugati része, Kelet-Kína és a Sárga-tenger, északon egészen Hokkaidó szigetig.

## Megjelenése
Ez a halfaj általában 40 centiméter hosszú, de akár 80 centiméteresre is megnőhet. A hal testét sok-sok pötty borítja. Mellúszói mögött nagy, kerek, fekete foltok vannak, amelyeket fehér rajz vesz körül.

## Életmódja
A Takifugu rubripes egyaránt megél a sós-, édes- és brakkvízben is. Általában a fenék közelében tartózkodik, és nem vándorol. Növekedése során, egyre jobban távolódik a partoktól.

## Szaporodása
Az ívási időszaka márciustól májusig tart, a nyílt tengerben, körülbelül 20 méteres mélységben. Az ikrákat a kövekhez ragasszák. Az ivadék igen hasonlít a Takifugu niphoblesra.

## Felhasználása
Ezt a halat ipari mértékben halásszák; tenyésztik is. Habár mérgező halfaj, Japánban ínyencfalatnak számít, ahol tenyésztik is. A Takifugu rubripes a fugu-halak egyike. A hagyományos kínai orvoslásban is keresett. A hal mája, petefészke nagyon mérgezők; bele mérsékelten mérgező; húsa, bőre és heréje nem mérgezők. Az első olyan gerincesek közé tartozik, amelyeknek feltérképezték a genomját; 31 059 gént tartalmaz, melyek 33 609 fehérjét kódolnak.

## Képek

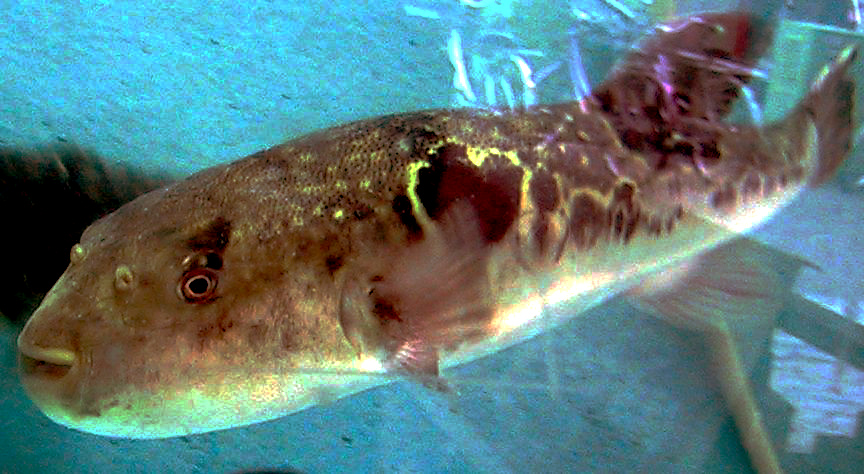
akváriumban
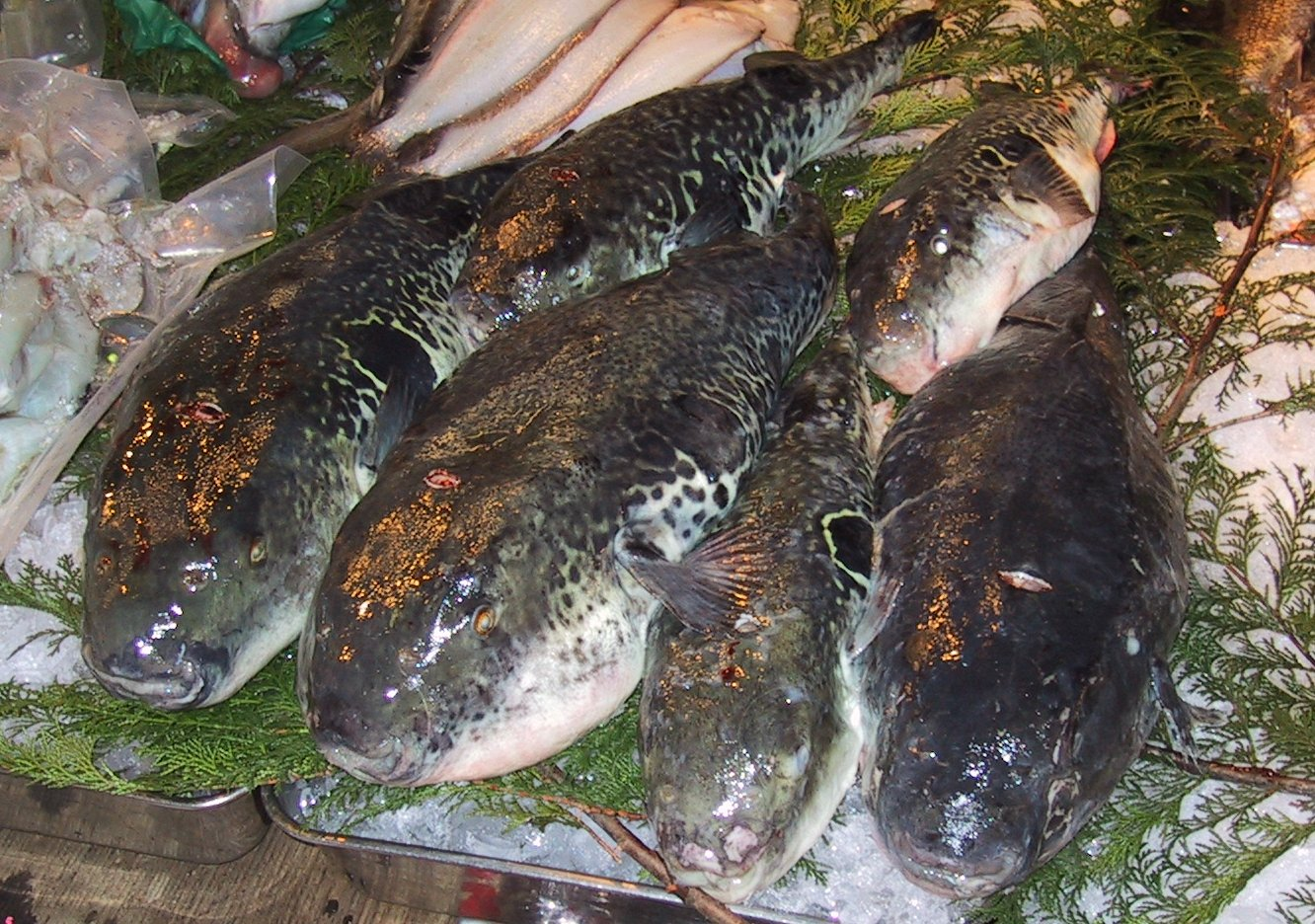
a halpiacon
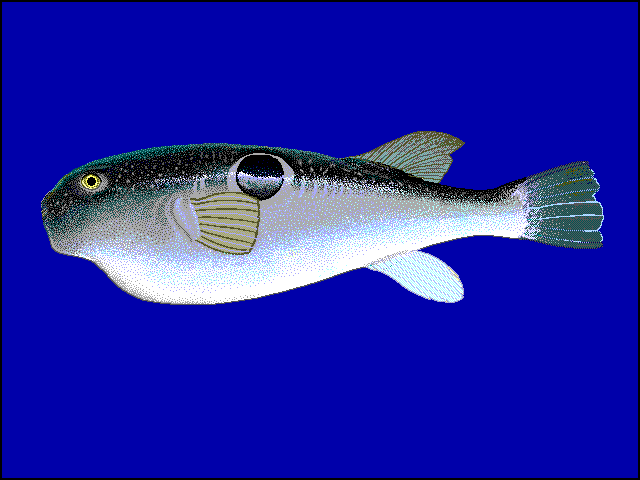
rajz a halról